# Maryline Desbiolles
Maryline Desbiolles (Ugine, 1959) è una poetessa e scrittrice francese.

## Biografia
Sin da bambina affascinata dalla scrittura e dai libri, Maryline Desbiolles debutta sulla carta stampata nel 1978, con la raccolta di poesie À peine. Giovanissima, la scrittrice entra in contatto col milieu intellettuale radunatosi attorno alla rivista «Poésie d'Ici»; questa esperienza si rivelerà per lei molto utile, in quanto il clima di confronto, incentivato dall'eterogeneità di idee dei collaboratori della rivista, costituisce per lei una palestra nella quale affinare la penna, dove trovare la propria, autentica voce. Maryline Desbiolles consegue una maîtrise con un lavoro incentrato sull'opera del poeta greco Ghiannis Ritsos (dal titolo Le silence lyrique) e, in seguito, un DEA (Diplôme d'Études Approfondies) in lettere moderne sulla poesia mediterranea. Nel frattempo, la sua attività letteraria e poetica continua con un'abbondante collaborazione a varie riviste: «Offset» (rivista di poesia e di arti plastiche, da lei fondata nel 1980 e diretta fino al 1986), «Kanal», «Art Press», «Autrement», «Sud», e altre. Inoltre, pubblica altre raccolte poetiche, tra cui La mer se défait derrière la vitre (Prix Jean-Malrieu 1984), e Des après-midi sans retenue.
Il debutto narrativo di Maryline Desbiolles ha però luogo nel 1987, col romanzo Une femme de rien. Il testo, di carattere sperimentale (è infatti totalmente privo di virgole e di segni di interpunzione, se si eccettua l'uso del punto come separatore dei vari paragrafi e delle frasi), è un banco di prova per alcune tecniche che verranno affinate dall'autrice in seguito. Infatti, la produzione narrativa si interrompe per un lungo periodo, fatta eccezione per i due testi Les bateaux-feux e La recluse (catalogati entrambi sotto la voce «récits»; Les bateaux-feux è, tuttavia, a tutti gli effetti un romanzo) e per Les Chambres (etichettate come «nouvelles»): la successiva prova narrativa di più ampio respiro che uscirà dalla penna di Maryline Desbiolles sarà infatti La Seiche, nel 1998. Nel frattempo, l'autrice si dedicherà alla produzione di varie raccolte di poesie: Le Tout-venant; Poèmes saisonniers; Quelques écarts; Les tentations du paysage. In queste raccolte si può rinvenire una corrispondenza di temi con i romanzi, identificabile sin dai titoli: il paesaggio, il corpo e le sue ambiguità, il senso del gusto. Nel 1990, inoltre, Maryline Desbiolles decide di fondare una nuova rivista: «La Mètis», trimestrale di letteratura e arti figurative  che trae il suo nome dalla divinità femminile greca simbolo dell'intelligenza astuta. Tuttavia, le soddisfazioni maggiori arriveranno dalle pubblicazioni in volume, dato il limitato pubblico raggiunto dalla rivista.
Dopo essere tornata alla narrativa nel 1998 con il già citato romanzo La Seiche, che marca anche il suo approdo a una grande casa editrice (la parigina Le Seuil), Maryline Desbiolles conoscerà la consacrazione con Anchise, insignito del Prix Femina nel 1999. Seguiranno i due romanzi Le petit col des loups e Amanscale. Parallelamente, l'autrice comincerà un'attività di scrittura di testi per la radio: a parte alcune opere di fiction (Vous, trasmesso su France Culture il 13 marzo 2000 - poi trasformato in volume nel 2004 -, e Les petites filles, andato in onda sullo stesso canale il 20 maggio 2002; in quest'ultima opera di fiction, Maryline Desbiolles presterà anche la voce a un personaggio), Maryline Desbiolles sarà responsabile, sempre per France Culture, di trasmissioni su Nizza e sui suoi paesaggi: ad esempio, Nice, ville perdue?, trasmesso in tre puntate dal 28 al 30 gennaio 2003.
Nell'ottobre 2001, Maryline Desbiolles viaggia in Italia partecipando al convegno Narrativa di Francia: leggere il presente, organizzato da Matteo Majorano, docente di letteratura francese dell'Università di Bari. Da questo viaggio nascerà l'idea di Le Goinfre (2004), il solo romanzo francese contemporaneo (assieme a Le soleil des Scorta di Laurent Gaudé) ad essere ambientato in Puglia.

## La produzione narrativa: caratteristiche della scrittura
Pur nella sua originalità, l'opera narrativa di Maryline Desbiolles contiene molti degli elementi che caratterizzano il romanzo dell'extrême contemporain: l'intimismo, la ricerca dell'identità dell'io, la soggettività, gli elementi autobiografici, il ricorso al flusso di coscienza, la tecnica del frammento, la ripetizione. Identiche tecniche narrative sono applicate, con strategie testuali differenti, in tutti i suoi testi in prosa.